# Asesinato de Karen Buckley
Karen Buckley (Mourneabbey, Cork; c. 1990 o 1991 - Glasgow, Escocia; 12 de abril de 2015) fue una joven irlandesa, estudiante de enfermería, que fue asesinada en la ciudad de Glasgow después de salir de un club nocturno al que había acudido con sus amigas a la una de la madrugada. Se le acercó Alexander Pacteau, propietario de una empresa de mensajería de 21 años, y entró en su coche después de que presumiblemente le ofreciera llevarla a casa. Pacteau la mató a golpes con una llave inglesa, metió su cuerpo en un barril lleno de sosa cáustica y lo escondió poco después en una granja.
Tres días después, el 15 de abril de 2015, Pacteau fue detenido como sospechoso de la desaparición de Buckley después de que abundantes pruebas apuntaran a su posible culpabilidad. Más tarde confesaría su asesinato y sería condenado a cadena perpetua con posibilidad de libertad condicional.

## Personas implicadas

### Karen Buckley
Karen Buckley nació en 1990 o 1991 y creció en una granja de Mourneabbey, en el condado de Cork, en Irlanda, con sus padres, John y Marian Buckley, y sus tres hermanos mayores. Tuvo una educación normal en su adolescencia, asistió a la escuela secundaria St. Mary's de Mallow, cerca de su domicilio, y jugó al fútbol gaélico con el Mourneabbey. Tras terminar la secundaria, Buckley asistió a la Universidad de Limerick, donde se licenció en enfermería.
Tras graduarse, Buckley consiguió un empleo en el Hospital Princess Alexandra de Essex (Inglaterra), donde trabajó unos meses antes de trasladarse a Escocia para estudiar terapia ocupacional en la Universidad de Glasgow. Vivía en un apartamento de Garnethill, en Glasgow, cerca de algunos de sus amigos.

### Alexander Pacteau
Alexander Benjamin Pacteau nació en enero de 1994, hijo de Noreen y Guillaume Pacteau. Su padre era francés y tenía un exitoso negocio de mensajería, y su madre era ama de casa. Pacteau era el mayor de cuatro hermanos. Pacteau fue descrito como un niño de mal comportamiento; era muy odioso, a menudo tenía rabietas y causaba travesuras, hasta el punto de que le pusieron el apodo de "problemático". Pacteau creció con una buena posición económica en Bearsden y asistió a la Academia Kelvinside en su adolescencia, pero tras la quiebra del negocio de su padre, Pacteau cambió para asistir a la Academia Bearsden. Durante su infancia, Pacteau fue un estudiante promedio, con un pequeño círculo de amigos y era socialmente torpe. Pacteau abandonó los estudios en 2011, a los 17 años, para iniciar su propio negocio de mensajería. Asistió brevemente a un curso de negocios antes de abandonar.
En noviembre de 2011, Pacteau fue acusado de agredir a una mujer de 24 años tras abordarla a la salida de un club nocturno. Ella accedió a subir a un taxi con él, pero mientras buscaban uno, él la empujó a un callejón y presuntamente la agredió sexualmente. Los gritos de la mujer fueron escuchados por dos hombres en un balcón que corrieron en su ayuda. En 2013 fue declarado inocente por un tribunal. Ese mismo año sus padres se separaron, y Pacteau optó por vivir con su madre en Drymen, y finalmente se mudó con su padre a su apartamento. Este finalmente lo echaría después de una pelea con la nueva novia de su padre, lo que terminó con Pacteau mudándose a un apartamento en Drumchapel poco después. Tuvo dificultades para encontrar empleo, lo que le llevó a un incidente en 2014 en el que se enfrentó a una condena por falsificación de billetes de banco y fue sentenciado a realizar 25 horas de servicio comunitario.
En febrero de 2015, Pacteau se mudó a un apartamento de tres dormitorios en Kelvinside, distrito de Glasgow.

## Desaparición
El 11 de abril de 2015, Pacteau y un grupo de sus amigos planeaban asistir a "The Sanctuary", un club nocturno de Glasgow. Después de que el grupo hubiera pasado la noche bebiendo en el piso de Pacteau, este concertó dos taxis para que le recogieran a él y a su grupo de amigos, pero solo llegó uno, por lo que Pacteau llevó a la mitad del grupo al club en su Ford Focus, mientras que el taxi llevó a la otra mitad. El grupo de Pacteau llegó a las 23:38 horas y se dirigió a una cabina del club que habían reservado de antemano. Unos minutos después, a las 23:45 horas, llegaron Karen Buckley y sus amigas.
Alrededor de la una de la madrugada, Buckley dijo a sus amigas que se marchaba del club y que se reunirían más tarde ese mismo día. Aunque sus amigas expresaron su preocupación por el hecho de que Buckley se marchara sola, ella les aseguró que conseguiría un taxi y que estaría bien, con la seguridad añadida de que Buckley no estaba borracha. Las imágenes de las cámaras de seguridad captaron más tarde a Buckley a la salida del local cruzándose con Pacteau, que había dicho a un camarero que estaba recogiendo algo de su coche, y se ve a los dos manteniendo una breve conversación (presumiblemente Pacteau ofreciendo a Buckley llevarla) antes de caminar juntos en dirección al coche de Pacteau. Ambos no se conocían.
Más tarde, ese mismo día, las amigas de Buckley se pusieron en contacto con la Policía de Escocia y denunciaron su desaparición después de que no hubiera regresado a casa como pretendía, por lo que se puso en marcha una amplia operación policial. Se descubrió que Buckley se había dejado la chaqueta en el club, y en las cámaras de seguridad se la vio hablando con un hombre que más tarde fue identificado como Pacteau en Dumbarton Road. La policía escocesa difundió varias capturas de pantalla de las imágenes de videovigilancia e instó a cualquier persona que supiera algo del paradero de Buckley, del hombre con el que hablaba o del Ford Focus que aparecía en las imágenes a que se presentara. Sus padres volaron a Escocia desde Irlanda poco después de la noticia para suplicar el regreso de Buckley.

## Asesinato
En la madrugada del 12 de abril, después de que Buckley entrara en el coche de Pacteau y ambos se dirigieran a Kelvin Way, Pacteau golpeó repetidamente a Karen con una llave inglesa unas 13 veces y la estranguló.
A continuación, Pacteau llevó el cadáver a su apartamento mientras su compañero de piso no estaba. Llevó el cuerpo de Buckley al cuarto de baño y lo metió en una bañera llena de sosa cáustica, que se le había visto comprar previamente en las cámaras de seguridad, en un intento de disolver el cuerpo y limpiar el piso de cualquier rastro de sangre.
Sin embargo, se esperaba que su compañero de piso regresara pronto, por lo que Pacteau, temeroso del tiempo que le quedaba, arrojó la herramienta usada como arma homicida al canal Forth and Clyde, vació la bañera y colocó el cuerpo de Buckley dentro de un edredón durante toda la noche. Al día siguiente intentó limpiar el colchón y el edredón de sangre y, cuando no lo consiguió, se limitó a quemar todo lo que había tocado el cuerpo de Buckley, adquiriendo un gran barril azul que llenó de sosa cáustica y en el que introdujo el cadáver. Dejó el barril en la granja de High Craigton, después de llegar a un acuerdo con el granjero para alquilar una letrina. Encima del barril había colocado una rueda de bicicleta, una sábana y una trituradora de papel.
En algún momento, Pacteau había hecho limpiar a fondo su coche y había escondido el bolso de Buckley en Dawsholm Park.

## Investigación

### Sospechas sobre Pacteau
Pacteau fue visto varias veces en las cámaras de seguridad fuera del club nocturno Sanctuary la noche en que Buckley desapareció. Debido a las imágenes de videovigilancia en las que se veía a Pacteau hablando con Buckley momentos antes de su desaparición, Pacteau se perfiló desde el principio como principal sospechoso. Después de que Buckley fuera vista por última vez, las imágenes de CCTV mostraron el coche de Pacteau, un Ford Focus gris, circulando por Dumbarton Road, girando hacia Kelvin Way, y volviendo a aparecer 12 minutos después.
El día después de la desaparición de Buckley, Pacteau fue visto en múltiples cámaras de CCTV en supermercados y tiendas de bricolaje comprando diversos productos de limpieza, incluso había pedido a un dependiente de otro supermercado recomendaciones sobre productos que pudieran eliminar la sangre de un colchón. Había hecho otras compras extrañas tras la desaparición de Buckley, entre ellas más de seis litros de sosa cáustica en distintas tiendas, una mascarilla, guantes y un gran barril azul. Tras registrar el teléfono móvil de Pacteau, la policía descubrió que había buscado las propiedades químicas del hidróxido de sodio.

### Interrogatorio
Después de que Pacteau fuera identificado en las cámaras de seguridad y de que su coche coincidiera con el que aparecía en ellas, los agentes visitaron su apartamento dos veces para hablar con él. En la primera visita, nadie abrió la puerta, pero en la segunda, sobre las 18 horas, Pacteau abrió y les invitó a pasar. En cuanto abrió la puerta, los agentes percibieron inmediatamente un fuerte olor a lejía. Los detectives echaron un vistazo a su apartamento y en el dormitorio vieron un rollo de cinta adhesiva, cepillos de uñas, una caja de herramientas y que el colchón no encajaba en el somier.
Durante el interrogatorio, Pacteau dijo a los agentes que conoció a Karen a la salida de la discoteca "The Sanctuary", que luego fueron a su apartamento y que ella acabó marchándose sobre las 4 de la madrugada. Posteriormente, Pacteau accedió a acudir a la comisaría de Helen Street, en Govan, para prestar declaración como testigo antes del 15 de abril. Sin embargo, cuando lo hizo, se observó que su historia había cambiado, ya que ahora decía que después de que Buckley fuera a su apartamento, la pareja tomó unas copas, mantuvo relaciones sexuales consentidas y después Buckley se golpeó la cabeza con el somier antes de abandonar el piso a las 4 de la madrugada. 
Declaró que no se dio cuenta de la sangre en la sábana hasta más tarde por la mañana, después de que ella se hubiera ido. Pacteau también declaró que, cuando se anunció la desaparición de Buckley, le «entró el pánico», sabiendo que probablemente era la última persona que la había visto, por lo que se había deshecho de parte de su ropa y del colchón manchado de sangre de su piso y lo había quemado. Además, tras registrar su ropa, la Policía encontró un recibo en el bolsillo de su pantalón que demostraba que había comprado candados y sosa cáustica en algún momento.
Tras la sobrecarga de pruebas de CCTV y su comportamiento sospechoso, la policía decidió que había pruebas suficientes para tratarle como sospechoso del asesinato.

### Búsqueda forense y búsqueda en Dawsholm Park
El bolso de Buckley, que contenía su teléfono móvil y pasaporte, había sido encontrado por un miembro del público cerca de un cubo de basura en Dawsholm Park, lo que dio lugar a una amplia búsqueda allí que incluyó helicópteros y perros rastreadores. Esto causó más sospechas sobre la historia de Pacteau, ya que Buckley estaría caminando en dirección opuesta al parque si su historia de que ella salió de su piso a las 4 de la madrugada era cierta.
Después de que Pacteau fuera sospechoso oficial, la policía rodeó su apartamento y su coche para registrarlos forensemente. Pacteau fue enviado a alojarse en un Holiday Inn cercano. Los hisopos tomados del piso de Pacteau demostraron más tarde que había restos de sangre de Buckley y se encontró suciedad en los neumáticos de su coche, lo que demostró que había estado en Dawsholm Park, la zona en la que se había encontrado el bolso de Buckley, en algún momento. 
Las pruebas forenses fueron condenatorias contra Pacteau, ya que se encontraron pequeñas manchas de sangre en su coche, baño y dormitorio.

## Arresto
Ante la abrumadora cantidad de pruebas que le señalaban como responsable de la desaparición, Pacteau fue detenido el 15 de abril de 2015 en Glasgow, en torno a las 14 horas, y trasladado de nuevo a la comisaría de Helen Street para ser interrogado. En la comisaría, la policía encontró una nota manuscrita en el bolsillo del pantalón de Pacteau que resumía lo que les había dicho en su primera visita, presumiblemente en un intento de recordar lo que había dicho la primera vez.

## Descubrimiento del cuerpo
Tras la detención de Pacteau, la Policía emitió un comunicado en el que decía que había sido detenido debido a sus claras conexiones con la desaparición de Buckley, y aproximadamente una hora después, recibieron una llamada de un conocido suyo con información que conducía a High Craigton Farm, diciendo que Pacteau había almacenado allí fuegos artificiales y otros artículos. Los agentes llegaron allí sobre las 15:30 horas e inicialmente buscaron unidades de almacenamiento con candados nuevos, ya que Pacteau había comprado candados recientemente. Tras unas horas de búsqueda, los agentes encontraron un barril azul oculto bajo una sábana, una rueda de bicicleta y una trituradora de papel. Como sabían que Pacteau había comprado sosa cáustica, esperaron a que el barril se considerara seguro para examinarlo. Cuando lo hicieron, a las 20 horas del 15 de abril, la policía se encontró con el espantoso cadáver desfigurado de Buckley, desnudo y sumergido en sosa cáustica.
El barril fue trasladado al Hospital General del Sur, en Glasgow, donde se realizó una autopsia que reveló que Buckley había sufrido múltiples heridas blandas en el cuello y unos 12 o 13 fuertes golpes en la cabeza, que le fracturaron el cráneo y le provocaron una hemorragia subdural que le hizo desangrarse. También se encontraron huellas dactilares de Pacteau en el interior del barril. Cuando se le volvió a interrogar, Pacteau cambió su versión por tercera vez, diciendo que durante las relaciones sexuales consentidas, después de que Karen se golpeara la cabeza, ella se enfadó con él y le dio una bofetada en la cara, y en represalia Pacteau la golpeó repetidamente con una llave inglesa. Esto no fue creído.

## Juicio
En agosto de 2015, Pacteau compareció ante el Tribunal Superior de Glasgow, donde admitiría haber asesinado a Buckley. La jueza, Rita Rae, dijo al Tribunal Superior que Pacteau debía cumplir un mínimo de 23 años por el asesinato de Buckley antes de poder solicitar la libertad condicional.
El detective superintendente Jim Kerr, que dirigió la investigación, admitió que el ataque fue inmotivado y que cualquier mujer podría haber sufrido lo mismo que Buckley. Dijo: "Creo que esa noche hubo un plan premeditado para encontrar alguna víctima. Ha sido calculador e insensible. Son completos desconocidos y ha hecho un esfuerzo concertado para destruir cualquier prueba sobre el paradero de Karen. Tuvo la oportunidad en varias ocasiones durante esta investigación de decirnos exactamente dónde estaba y tampoco lo hizo". En el juicio, Pacteau fue condenado a cadena perpetua.

## Hechos posteriores y homenajes
Los padres de Buckley hicieron una declaración en la que daban las gracias a la policía y al pueblo escocés por su trabajo en el caso y por ayudar a hacer justicia a su hija.
Poco después de la condena, se celebró una vigilia para celebrar la vida de Buckley y honrar a su familia antes de que esta se dirigiera de vuelta a Irlanda para organizar el funeral de Buckley. En 2016, el padre de Buckley recogió su título de máster en nombre de su hija.